# Elfi Jantzen

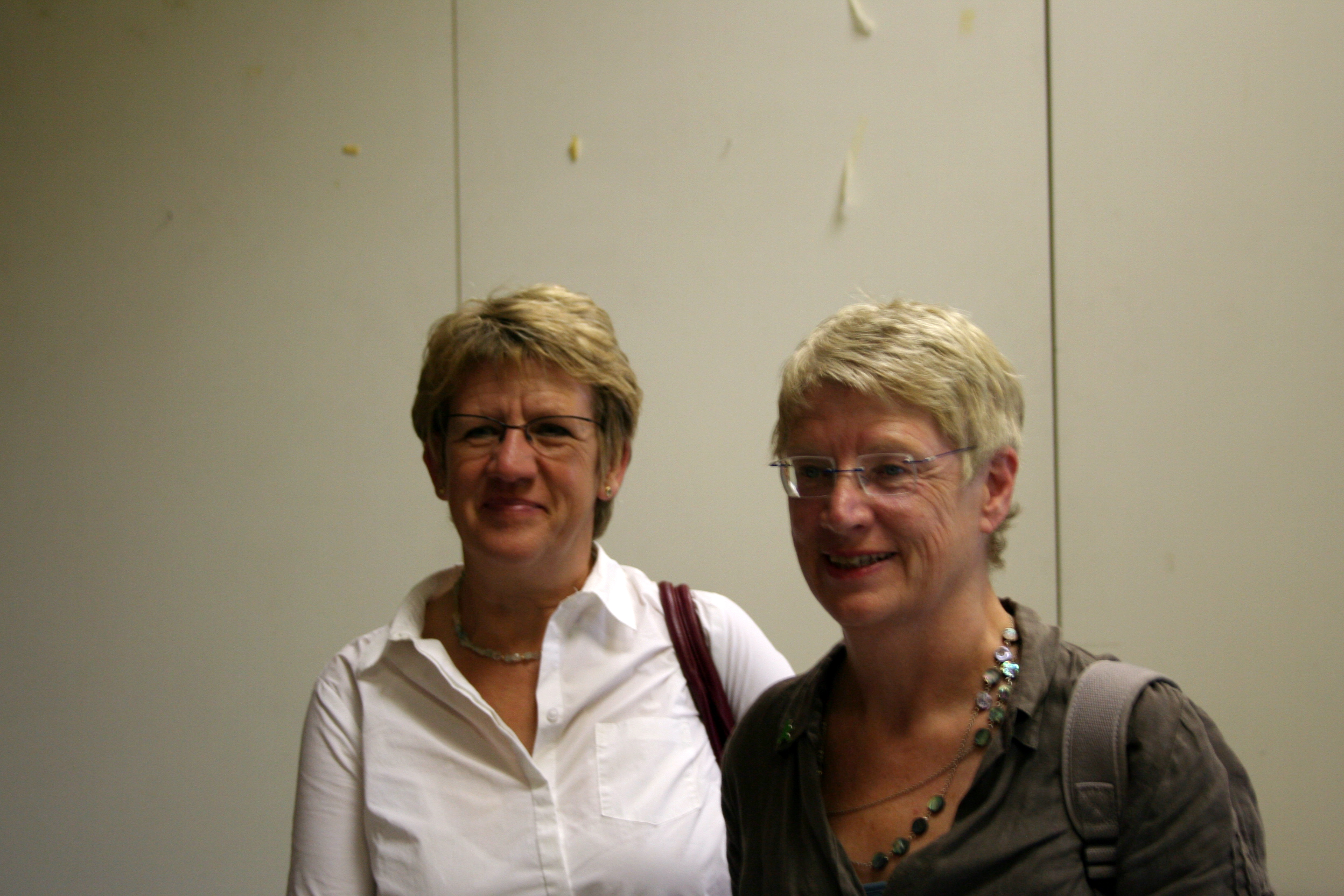
Felicitas Kubala und Elfi Jantzen.

Elfi Jantzen (* 30. Januar 1954 in Wellerode) ist eine deutsche Lehrerin und Politikerin (Bündnis 90/Die Grünen) in Berlin.

## Beruflicher Werdegang
Elfi Jantzen bestand 1972 ihr Abitur und studierte anschließend an der Pädagogischen Hochschule Berlin-Lankwitz. Nach der Zweiten Staatsprüfung 1980 war sie bis 1985 als Lehrerin tätig.

## Politik
Jantzen trat 1989 in die Alternative Liste ein und kam mit dieser zu Bündnis 90/Die Grünen. Von 1992 bis 1995 war sie Bezirksverordnete im Bezirk Charlottenburg, von 1995 bis 2011 gehörte sie über die Landesliste ihrer Partei dem Abgeordnetenhaus von Berlin an. Von 2004 bis 2006 war sie  stellvertretende Vorsitzende ihrer Fraktion. Seit 2006 war sie Sprecherin für Kinder- und Familienpolitik der Fraktion Bündnis 90/Die Grünen im Abgeordnetenhaus.
Jantzen kandidierte für die Wahl der Bezirksverordnetenversammlung im Bezirk Charlottenburg-Wilmersdorf 2011 als Bezirksbürgermeisterin für Bündnis 90/Die Grünen. Seit 2011 war sie Stadträtin für Jugend, Familie, Schule, Sport und Umwelt im Bezirksamt Charlottenburg-Wilmersdorf von Berlin.
Aus gesundheitlichen Gründen musste sie das Amt im April 2016 abgeben.

## Weitere Mitgliedschaften und Ehrenämter
- Mitglied des Landesjugendhilfeausschusses Berlin 1993–2010